# Syd Barrett

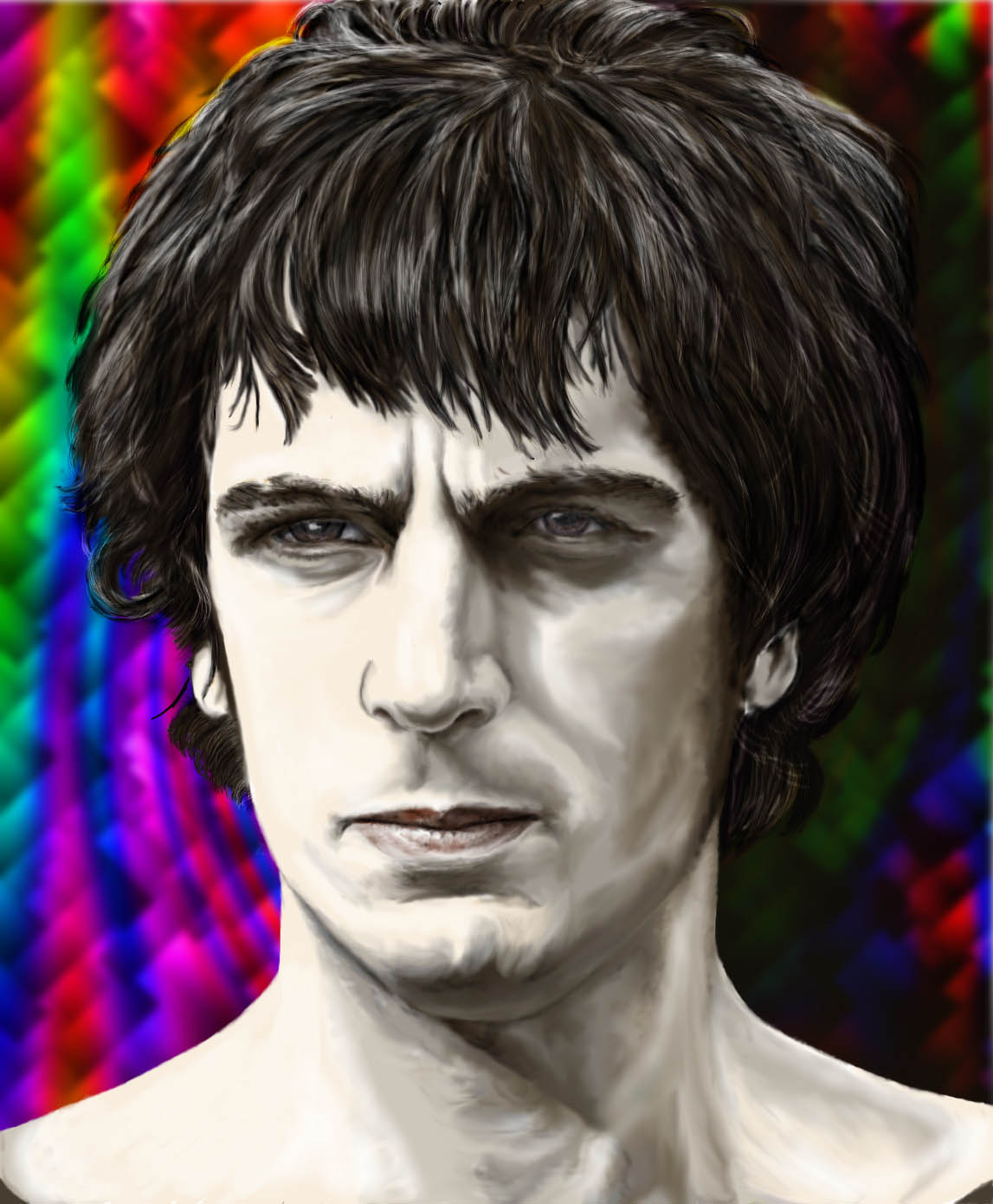
Syd Barrett

Roger Keith „Syd“ Barrett (* 6. Januar 1946 in Cambridge; † 7. Juli 2006 ebenda) war ein britischer Gitarrist, Sänger und Songwriter. Er war Mitbegründer und kreativer Kopf der Band Pink Floyd, bis er diese 1968 aufgrund beginnender psychischer Probleme verlassen musste. Nachdem er noch zwei Solo-Alben veröffentlicht hatte, zog er sich Mitte der 1970er Jahre aus der Öffentlichkeit zurück. Er gilt heute wegen seines ausdrucksstarken Gitarrenspiels und seiner fantasievollen Kompositionen als Pionier des Psychedelic Rock und des Space Rock.

## Biografie
Syd Barrett war ein exzentrischer Kunststudent, der Gitarre spielte und sang. Seine erste Band war 1962 Geoff Mott and the Mottoes in Cambridge. Sie probten oft im großen Wohnzimmer der Familie Barrett, nachdem seine Mutter das Haus nach dem Tod seines Vaters in eine Pension umgewandelt hatte. Diese Aufnahmesitzungen besuchte des Öfteren Syds älterer Schulfreund Roger Waters.
Barrett erfand den Bandnamen „Pink Floyd“: Der Name setzt sich aus den Vornamen der Bluesmusiker Pink Anderson sowie Floyd Council zusammen. Anfangs hieß die Band The Pink Floyd Sound. Die ersten beiden Pink-Floyd-Singles Arnold Layne und See Emily Play ebenso wie das Debütalbum The Piper at the Gates of Dawn (1967) entstanden wesentlich unter Barretts Einfluss. Während der Zeit mit Pink Floyd machte Barrett erste Erfahrungen mit Drogen, speziell mit LSD. Barrett gehörte wie John Lennon (von The Beatles) und Brian Jones zu den ersten Popstars, die LSD konsumierten. Nach Aussage der anderen Bandmitglieder lagen bei ihm Genie und Wahnsinn ohnehin nahe beieinander; die Schwelle wurde nun immer häufiger durch den Drogenkonsum überschritten. Zudem lastete auf der Band nach den ersten kommerziellen Erfolgen der Druck, weitere Hits zu schreiben.
Da Barrett in Hinblick auf Studioarbeit und Auftritte immer unzuverlässiger wurde, beschlossen die anderen Bandmitglieder Anfang 1968, den befreundeten David Gilmour als zusätzlichen Gitarristen und Sänger in die Band aufzunehmen, um trotz Barretts Unberechenbarkeit auftreten zu können. Syd Barretts fortschreitender Realitätsverlust führte schließlich zur Aufkündigung der Zusammenarbeit. Das letzte Konzert der fünfköpfigen Pink Floyd fand am 20. Januar 1968 am Hastings Pier in Hastings (Sussex) statt. Offiziell bekannt wurde die Trennung Pink Floyds von Barrett am 6. April 1968. David Gilmour hat nach eigener Aussage bis heute ein schlechtes Gewissen, weil er Barrett in der Band ersetzte. Die beiden Gitarristen waren Freunde gewesen, die sich gegenseitig das Gitarrespiel beigebracht hatten. Ebenso plagte Waters ein schlechtes Gewissen ob der Entlassung Barretts. Pink Floyd unterstützten Barrett danach finanziell.
Nach dem Rauswurf bei Pink Floyd begann Barrett, mit Hilfe der ersten Pink-Floyd-Manager Peter Jenner und Andrew King, die weiterhin an sein Talent glaubten, mit den Aufnahmen eigener Songs als Solokünstler. Nach der Veröffentlichung von zwei Alben (The Madcap Laughs und Barrett) scheiterten weitere Aufnahmen jedoch an seinen psychischen Problemen, die sein stetig steigender Drogenkonsum noch verschlimmerte. Barrett schwankte schließlich zwischen einem absolut chaotischen Verhalten und totaler Lethargie; hinzu kam deutlicher Realitätsverlust.
Seine letzten Studioaufnahmen datieren vom November 1974. Während der Aufnahmen des Pink-Floyd-Albums Wish You Were Here erschien Barrett zur Überraschung der Band im Studio, und zwar äußerlich so verändert, dass sie ihn zunächst nicht erkannten. Die bereits vor seinem Erscheinen geschriebenen Songs Wish You Were Here und Shine On You Crazy Diamond sind ihm gewidmet. Mitte der 1970er Jahre zog sich Syd Barrett vom Rockgeschäft zurück. Er beschloss, aus London wegzuziehen und nach Cambridge zurückzukehren, um dort bei seiner Mutter in Abgeschiedenheit zu leben. Sein letztes Interview gab er 1982. Nach dem Tod seiner Mutter 1991 lebte er allein. Dem Mythos, der sich um Syd Barrett gebildet hatte, gab dieses Verhalten Vorschub. Die Fans waren geradezu besessen davon, ihm zu begegnen – und davon ausführlich zu berichten. Die Television Personalities haben darüber das Lied I Know Where Syd Barrett Lives geschrieben. Er starb am 7. Juli 2006 an einem Krebsleiden.

## Der Musiker und Songschreiber

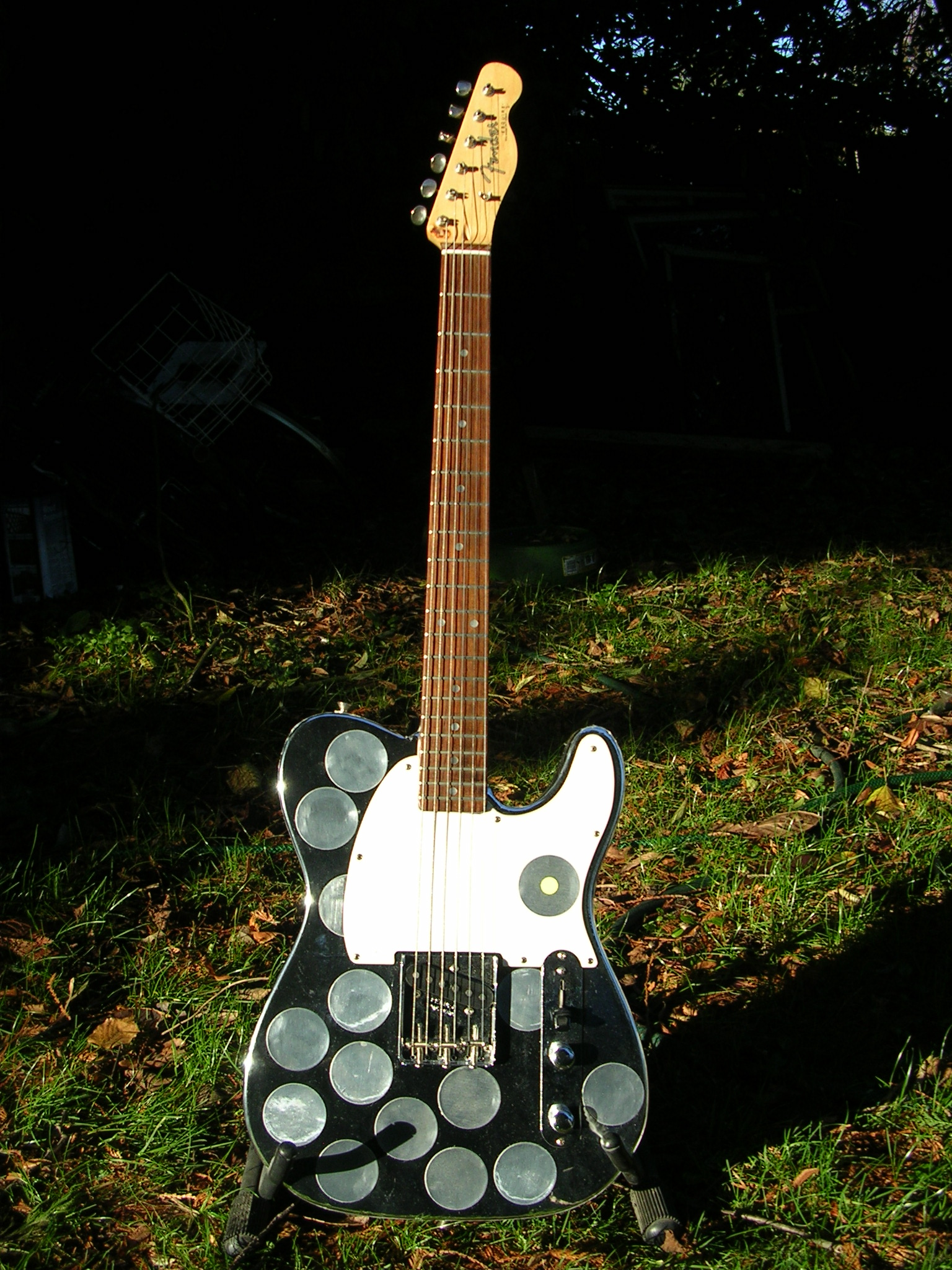
Barrets Fender Esquire

Barrett komponierte Popsongs, die durch ungewöhnliche melodische und harmonische Wendungen wegweisend für die psychedelische Rockmusik waren. Er verband Rockmusik mit visuellen Effekten; unter seiner Führung entwickelte Pink Floyd die erste auf die Musik einer Band abgestimmte Light-Show. Die ersten Pink-Floyd-Auftritte gehören somit zu den frühen Beispielen von Multimedia-Shows in der Rockmusik.
Barrett schrieb fast das gesamte Songmaterial zur ersten Pink-Floyd-LP The Piper at the Gates of Dawn. In seinen Songs stehen verschiedenste musikalische Einflüsse nebeneinander. Stücke wie Matilda Mother haben ihre Inspiration in alten Kinderliedern, das später solo entstandene Here I Go hat Ähnlichkeiten mit Music-Hall-Songs. Das wohl bekannteste Barrett-Stück Astronomy Domine verwendet ungewöhnliche Akkordrückungen, die weder mit Blues-Kadenzen noch mit Popsongs aus der damaligen Zeit vergleichbar sind (Akkordabfolge: E-Dur Es-Dur G-Dur A-Dur). In diesem Song setzt Barrett zudem eine Slide-Gitarre ein: „Er transformierte die Slidegitarre (die zuvor meist mit dem Blues aus dem Mississippidelta assoziiert wurde) zum Inventar der typisch englischen Traumlandschaften der Floyd.“ (Nicholas Schaffner). Ebenso zeigt Barrett hier den Einsatz der Echo-Box, die in solistischen Passagen geisterhafte Klangbilder erzeugt.
Barrett und die frühen Pink Floyd haben sich Einflüsse amerikanischer Gruppen zunutze gemacht, die sich Mitte der 1960er Jahre im Spannungsfeld zwischen Blues, modalem Jazz und frühen psychedelischen Anleihen bewegten. Hier wären etwa die Byrds oder die Paul Butterfield Blues Band zu nennen, die sich von den Weltmusik-Experimenten von Jazzmusikern wie Yusef Lateef oder John Coltrane inspirieren ließen und in Stücken wie East West oder Eight Miles High erstmals orientalisch anmutende modale Skalen mit phrygischem Modus verwendeten. Das Orgel-Solo von Matilda Mother basiert beispielsweise auf solchen Tonleitern. Viele Barrett-Songs basieren auf prägnanten Gitarrenfiguren, die dennoch spielerisch einfach umsetzbar sind: Quartgriffe in Golden Hair oder etwa Picking-Figuren mit Leersaiten zu Beginn von Matilda Mother.
Nach seiner Trennung von Pink Floyd setzte Barrett mit The Madcap Laughs und Barrett zwei Solo-Alben um, die, durch seine Drogen-Problematik bedingt, produktionstechnische Mängel aufwiesen, aber immer noch seine Stärken als Songwriter unter Beweis stellten. Barrett wurde bei seinen Soloprojekten von den Pink-Floyd-Mitgliedern Gilmour und Waters unterstützt, die (teilweise ohne seine Mitwirkung) aus den aufgenommenen Fragmenten die endgültigen Songs zusammenstellten. Die fast kammermusikalische Umsetzung von Golden Hair, einem Gedicht von James Joyce, oder das an Happy Together von den Turtles erinnernde Stück Dominoes gehören vielleicht zu den wichtigsten Beispielen von Barretts späterer Musik.

## Rezeption und Bedeutung in der Popkultur
Obwohl längst aus dem professionellen Musikerleben ausgeschieden, erfuhren Barrett und seine Musik in den 1980er Jahren eine Art Revival. Zahlreiche Musiker im Bereich zwischen Independent Rock und experimentellem New Wave beriefen sich auf ihn als prägenden Einfluss. Auf den LPs Beyond the Wildwood – A Tribute to Syd Barrett sowie Fuck Your Dreams, This Is Heaven (Soundtrack zu dem gleichnamigen Film) präsentierten Musiker und Bands wie Paul Roland und Minimal Compact eigene Versionen seiner Songs.
Sehr bekannt zudem ist die Dark Globe-Coverversion der amerikanischen Band R.E.M., die als Single in einer von Sammlern viel gesuchten Flexiversion 1990 im SASSY-Magazin veröffentlicht wurde. Ferner ist Dark Globe in Deutschland auf der R.E.M.-Maxi-CD-Single Everybody Hurts aus dem Jahr 1993 enthalten. Eine weitere Version dieses Titels hat die britische Formation Placebo aufgenommen. 2008 kamen einige Musiker – unter anderem auch seine ehemaligen Bandkollegen von Pink Floyd und Roger Waters als Solokünstler – zusammen, um ein Tribute Concert abzuhalten.

## Diskografie

### Mit Pink Floyd

#### Alben
- 1967: The Piper at the Gates of Dawn (LP), auf Columbia (SCX 6157)
- 1968: A Saucerful of Secrets (LP), auf Columbia (SCX 6258)

#### Singles und EPs
- 1967: Arnold Layne / Candy and a Currant Bun (7″-Single), auf Columbia (DB 8156)
- 1967: See Emily Play / Scarecrow (7″-Single), auf Columbia (DB 8214)
- 1967: See Emily Play / Scarecrow / Arnold Layne / Candy and a Currant Bun (7″-EP), auf La Voz De Su Amo (EPL 14.377)
- 1967: Flaming / The Gnome (7″-Single), auf Tower (378)
- 1967: Apples and Oranges / Paint Box (7″-Single), auf Columbia (DB 8310)
- 1967: Matilda Mother (7″-Acetat-Single), auf Emidisc
- 1968: Let There Be More Light / Remember a Day (7″-Promo-Single), auf Tower (440) und Odeon (OR-2367)

#### Kompilationen
- 1968: Tonite Let’s All Make Love in London (LP), Soundtrack zum Film von Peter Whitehead, auf Instant Records (INLP 002)
- 1990: Tonite Let’s All Make Love in London ... Plus (LP, CD), erweiterter Soundtrack zum Film von Peter Whitehead, auf See For Miles Records (SEEK 258)
- 1997: Pink Floyd/1967: The First 3 Singles (CD), auf EMI (CDEMD 1117)

### Solo

#### Alben
- 1970: The Madcap Laughs (LP), auf Harvest (SHVL 765)
- 1970: Barrett (LP), auf Harvest (SHSP 4007) oder Odeon (OP-80173)
- 1988: Opel (LP), auf Harvest (SHSP 4126), Capitol Records (CI-91206) und EMI (064 7 91206 1)
- 2004: The Radio One Sessions (CD), auf Strange Fruit (SFRSCD127)

#### Singles und EPs
- 1969: Octopus / Golden Hair (7″-Single), auf Harvest (HAR 5009)
- 1988: Wouldn’t You Miss Me (Dark Globe) (12″-Promo-Single), auf Capitol Records (SPRO-79606)
- 1988: The Peel Sessions (12″-EP), Aufnahme vom 24. Februar 1970, auf Strange Fruit (SFPS043)
- 1993: Crazy Diamond (7″-EP), auf Capitol Records (NR 7243 8 58186 7)

#### Kompilationen
- 1974: The Madcap Laughs / Barrett (2LP), auf Harvest (SHDW 404)
- 1992: Octopus. The Best Of (CD), auf Cleopatra (CLEO 57712)
- 1993: Crazy Diamond – The Complete Syd Barrett (3CD), auf Harvest (SYD BOX 1, 0777 7 81412 2 8)
- 2001: The Best Of Syd Barrett – Wouldn’t You Miss Me? (CD), auf Harvest, Capitol Records und EMI (7243 5 32320 2 3)
- 2010: An Introduction to Syd Barrett (CD), auf Harvest, Capitol Records und EMI (50999 9 07736 2 4, TOCP-70882)

### Mit The Last Minute Put Together Boogie Band (auchStars)
- 2014: Six Hour Technicolor Dream (CD), auf Easy Action, zusammen mit Fred Frith als Gast bei der Jamsession der Band im Corn Exchange in Cambridge, Großbritannien am 27. Januar 1972[13]

## Filme
- 1967: Tonite Lets All Make Love in London von Peter Whitehead
- 1994: London 66–67 (VHS, PAL), auf See For Miles Films Ltd. (PFVP1), Outtakes von Tonite Lets All Make Love in London
- 1994: Syd Barrett's First Trip (VHS, PAL, DVD), auf Vexfilms und MVD Visual (DR-2780)
- 2003: The Pink Floyd and Syd Barrett Story (DVD), auf Voiceprint (USD473) und Slam Dunk Media (SDMD2016), UK: Platin[14]
- 2006: Under Review (DVD), auf Chrome Dreams (DVD – CVIS398)
- 2022: Have You Got It Yet? The Story of Syd Barrett and Pink Floyd von Roddy Bogawa und Storm Thorgerson[15]

## Bücher
- Julian Palacios: Lost in the Woods: Syd Barrett and the Pink Floyd. 1997, ISBN 0-7522-2328-3.
- Mike Watkinson, Pete Anderson: Crazy Diamond: Syd Barrett and the Dawn of “Pink Floyd”. ISBN 0-7119-8835-8 (enthält einige Abdrucke von Barretts Gemälden).
- David Parker: Random Precision: Recording the Music of Syd Barrett, 1965–1974. 2001, ISBN 1-901447-25-1.
- Nicholas Schaffner: Pink Floyd: vom Underground zur Rock-Ikone. Überarbeitete und aktualisierte Neuauflage (übersetzt aus dem Amerikanischen), Hannibal, Höfen 2004, ISBN 3-85445-248-9.
- Rob Chapman: Syd Barrett – A very irregular head. London: Faber & Faber, 2010, ISBN 978-0-571-23855-2.
- Michele Mari: Mr. Pink Floyd. Roman (übersetzt von Birte Völker), Edition Elke Heidenreich bei C. Bertelsmann, 2011, ISBN 3-570-58026-1.